# Kolokacija
Kolokácija ali sopojávljanka je pojav, ko se dve ali več besed tipično pojavljajo v besedni zvezi.

## Razlaga in zgledi
Gre za besedne zveze, ki niso več naključne, ampak so kot take že ustaljene v jeziku. Od prostih besednih zvez se razlikujejo predvsem po tem, da se besede skupaj pojavljajo pogosteje, kot bi se po naključju. V slovenščini je pravilno kristalno jasno, plastična operacija, krdelo volkov, in ne kozmetična operacija (v angleščini »cosmetic surgery«) ali čreda volkov. Te besedne zveze so v jeziku ustaljene in se jih ne more spreminjati, sicer niso več kolokacije.
Vsak jezik ima vrsto kolokacij, značilnih samo zanj. V angleščini se reče to make coffee, v slovenščini se lahko reče skuhati kavo ali narediti kavo. Oboje je slovnično pravilno in tudi sliši se v redu. V angleščini ne bi nihče rekel to cook coffee, čeprav je tudi to slovnično pravilno in bi vsi razumeli, kaj hoče govorec reči. Bilo pa bi zelo nenavadno in takoj bi opazili, da angleščina ni materni jezik govorca. To je podobno, kot bi tujec v slovenščini vprašal Koliko je čas? namesto Koliko je ura?. Kolokacija ni isto kot idiom. Tudi to je stalna besedna zveza, od kolokacije se pa razlikujejo po tem, da ima prenesen pomen. 
Obstajata dve vrsti kolokacij, in sicer slovnične in leksikalne. Slovnične se navezujejo na pravila slovnice, npr. s katerim predlogom se veže neki glagol.

## Primerjava z angleščino

### Slovnične
to travel  by  bus, train, car – potovati z/s avtobusom, vlakom, avtom,

amazed  at – presenečen nad,

by  accident – po nesreči.

### Leksikalne
a heated discussion – vroča razprava,

sit/take an exam – opravljati izpit

a fierce dog – hud pes.